# فاضل حسن عابد
السير فاضل حسن عابد (بالإنجليزية: Fazle Hasan Abed) مؤسس ورئيس مجلس إدارة منظمة براك وأول الفائزين بجائزة وايز العالمية للتعليم في 1 نوفمبر 2011 أثناء قمة وايز الثالثة. وقدم الأمير الوالد الشيخ حمد بن خليفة آل ثاني أول جائزة للابتكار في التعليم إلى السير فاضل حسن عابد مؤسس ورئيس مجلس إدارة منظمة براك.

## حياته
وُلد السير فاضل حسن عابد في 27 أبريل عام 1936، وأكمل دراسته الثانوية في دكّا، ثم غادرها لمتابعة الدراسة في جامعة غلاسكو. تدرب كمحاسب إداري في لندن، وعاد إلى بنغلاديش ليصبح رئيس القسم المالي في شركة شل للنفط. وفي عام 1971، عاد إلى المملكة المتحدة أثناء حرب استقلال بنغلادش عن باكستان، وعمل في مجموعات الضغط وجمع الأموال لدعم نضال بلاده. وبعد انتهاء الصراع وجد بلاده المولودة حديثًا في حالة خراب. عندئذ أسس لجنة بنغلادش للنهوض بالريف (براك) مستخدمًا مدخراته الشخصية، وأطلق حملة طويلة الأمد لتحسين مستوى المعيشة، تستند على تعليم فقراء الريف، وقد وصلت حاليًا إلى نحو 140 مليون إنسان في تسع دول.

## منظمة براك

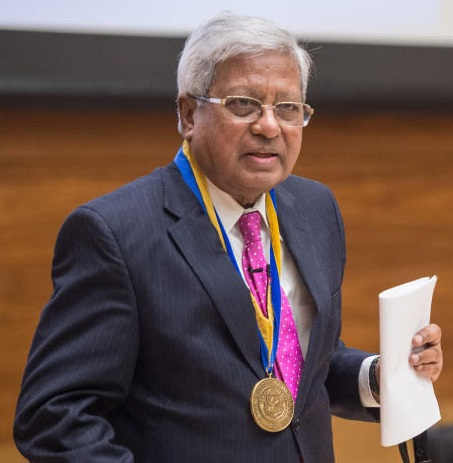
السير فضل حسن عابد يتسلم وسام توماس فرانسيس الابن

أسس السير فاضل حسن عابد في عام 1972 منظمة براك للتصدي للأزمة الإنسانية التي نتجت عن نضال بلاده من أجل الاستقلال عن باكستان. وقد شيد على مدى العقود الأربعة التالية أكبر منظمة غير حكومية في العالم تعمل بمبدأ تمكين الناس من النمو كأفراد، ومساعدتهم على تدبر رفاهية أسرهم والمساهمة في مجتمعاتهم. وتُعتبر براك أيضًا إحدى أكبر مقدمي خدمات التعليم غير الحكومية في العالم، حيث تساهم مباشرة في التعليم ما قبل الابتدائي والابتدائي والثانوي لما يزيد عن 10 ملايين شاب وشابة. وهي تولي اهتمامًا خاصًا بتوفير التعليم لأولئك الذين لم يشملهم نظام التعليم التقليدي. وقد اتسعت برامج براك المتنوعة لتشمل نحو 140 مليون شخص في 10 بلدان في آسيا وأفريقيا وأمريكا الوسطى. وبتوجيه من السير فاضل حسن عابد اكتسب هؤلاء المستفيدون الأدوات اللازمة لتحسين حياتهم من خلال إنشاء شركات صغيرة خاصة بهم، أو العمل في الرعاية الصحية أو في تعليم أجيال من الأطفال.

## جائزة وايز
يقول السير فاضل حسن عابد: «إنني أهتدي بنموذج مثاليّ لعالمٍ خالٍ من جميع أشكال الاستغلال والتمييز. والتعليم هو الحل لهذه المعضلة».